# Mu’ajsiruna
Mu’ajsiruna (arab. معيصرونة) – wieś w Syrii, w muhafazie Idlib. W 2004 roku liczyła 576 mieszkańców.